# Station Homburg
Station Homburg is een voormalig spoorwegstation langs spoorlijn 38 in Homburg, (Frans: Hombourg), een deelgemeente van de gemeente Plombières.
Na de sluiting van het station bleef het terrein er jarenlang verwaarloosd bij liggen totdat het in 1981 samen met 2 kilometer spoorlijn werd verkocht aan een particulier die er een spoorwegmuseum wilde starten. Daartoe werd het gebouw gerestaureerd en de spoorlijn tot aan spoorlijn 24 te Montzen werd in 1999 opnieuw aangelegd door de eigenaar van het station.
Le Chemin de Fer des Trois Frontières
De in 2009 opgerichte spoorwegvereniging Chemin de Fer des Trois Frontières (Nederlands: Spoorweg der drie Grenzen) heeft als doel een toeristische spoorlijn tussen Hombourg en Raeren, via Montzen, te realiseren. Daarbij knappen ze het treinmaterieel op die de eerder genoemde particulier aan ze heeft gesponsord.
0,0: Chênée ·
1,3: Vaux-sous-Chêvremont ·
3,6: Thier-de-Chênée ·
4,3: Rue-Malvaux ·
5,1: Bois-de-Breux ·
6,3: Les Bruyères ·
9,0: Beyne ·
10,2: Romsée ·
11,3: Fléron ·
13,3: Retinne ·
14,6: Hasard ·
15,4: Micheroux ·
17,2: Mélen ·
19,7: Herve ·
22,2: Battice ·
26,1: Thimister-Clermont ·
30,1: Froidthier ·
32,9: Aubel ·
34,7: Merckhof ·
38,2: Homburg ·
40,1: Hindel-Haut ·
43,4: Plombières